# Tervasaari (klippor)
Tervasaari är öar i Finland. De ligger i Finska viken och i kommunen Kotka i landskapet Kymmenedalen, i den södra delen av landet. Öarna ligger nära Kotka och omkring 120 kilometer öster om Helsingfors.
Arean för den av öarna koordinaterna pekar på är 2,2 hektar och dess största längd är 290 meter i nord-sydlig riktning. Närmaste större samhälle är Kotka, 4,2 km sydväst om Tervasaari.